# Гало-иберийски езици
Гало-иберийските езици са основната група на западнороманските езици. Те се разделят на:
- гало-романски езици, включително френски
- иберо-романски езици, включително испански, португалски, каталонски, галисийски и астурлеонски, арагонски